# Kanton Carhaix-Plouguer
Carhaix-Plouguer is een kanton van het Franse departement Finistère. Het kanton maakt deel uit van het arrondissement Châteaulin.

## Gemeenten
Het kanton Carhaix-Plouguer omvatte tot 2014 de volgende 8 gemeenten:
- Carhaix-Plouguer (hoofdplaats)
- Cléden-Poher
- Kergloff
- Motreff
- Plounévézel
- Poullaouen
- Saint-Hernin
- Spézet

Bij de herindeling van de kantons door het decreet van 13 februari 2014, met uitwerking op 22 maart 2015, werden daar volgende 16 gemeenten aan toegevoegd:
- Berrien
- Bolazec
- Botmeur
- Brasparts
- Brennilis
- Collorec
- La Feuillée
- Huelgoat
- Landeleau
- Locmaria-Berrien
- Lopérec
- Loqueffret
- Plonévez-du-Faou
- Plouyé
- Saint-Rivoal
- Scrignac

Op 1 januari 2019 werd de gemeente Locmaria-Berrien toegevoegd aan de gemeente Poullaouen.